# The Pacific EP
The Pacific EP  je třetím vydaným dílem amerického instrumentálního hudebního projektu Port Blue. Vyšlo 7. března 2013 a obsahuje 5 skladeb. Ovšem vyšlo pouze na Port Blue Music účtě na stránkách SoundCloud. Na iTunes či Spotify dostupné není. Bylo složeno představitelem a tvůrcem Port Blue Adamem Youngem známého hlavně z projektu Owl City.

## Seznam skladeb
| The Pacific EP | The Pacific EP        | The Pacific EP |
| Pořadí         | Název                 | Délka          |
| -------------- | --------------------- | -------------- |
| 1.             | Base Jumping          | 5:25           |
| 2.             | Blue Marlin           | 4:36           |
| 3.             | June Bug              | 3:44           |
| 4.             | Parking Lot Fireworks | 3:09           |
| 5.             | Pond Skater           | 4:18           |

## Informace
The Pacific EP vzniklo už někdy mezi roky 2004 a 2005, ale nebylo oficiální až do března roku 2013. 7. března 2013 management Adama Younga 'Foundations Artist Management' nahrál EP o pěti skladbách na SoundCloud na oficiální Port Blue účet. Že se opravdu jedná o oficiální účet Port Blue, a tedy že album je dílem Adama Younga, potvrdila skupina Windsor Airlift: "Všechny písně na The Pacific EP jsou od Adama. Parking Lot Fireworks bylo nahráno 4. července při ohňostrojové show tuším v roce 2006. Windsor Airlift vlastně hrála skladby z The Pacific EP na jedné naší poslední show s Adamem v Minneapolis." Informací o vydání alba tedy bylo poskrovnu.
The Pacific EP začalo vznikat krátce po Maybe I'm Dreaming - albu Owl City. Poté, co Owl City podepsalo smlouvu s Universal Republic, musel Adam věnovat mnohem více času Owl City, které potřebovalo vydat nové album. Navíc muselo také vyrazit na tour. Owl City byla teď prací na plný úvazek, tak všechny ostatní projekty ustoupily do pozadí.
Neoficiálně byla zveřejněna na internetu jedna píseň z alba už před vydáním v roce 2013 - už v roce 2009 byla známa "Base Jumping". Také koloval asi půl minutový kousek písně nazvaný "On Marlin Isle (preview)", který měl být údajně součástí The Pacific EP, ale nakonec Windsor Airlift, se kterou Adam nějaký čas spolupracovala, uvedla, že se tato píseň nachází na dosud nevydaném albu "How I Became A Sailor"